# Willi Frommelt
Willi Frommelt (* 18. November 1952 in Schaan) ist ein ehemaliger liechtensteinischer Skirennfahrer.

## Biografie
Neben seiner sportlichen Karriere absolvierte Frommelt eine kaufmännische Grundausbildung und wurde mit 29 Jahren seinen Abschluss als Betriebsökonom HWV. Er arbeitete nun als Personal- und Finanzverantwortlicher, war Vorsorge- und Finanzplaner bei der Liechtensteinischen Landesbank sowie mehrere Jahre Geschäftsführer der Liechtensteinischen Industrie- und Handelskammer (LIHK).
Im Mai 2010 wurde Frommelt von der Fortschrittlichen Bürgerpartei (FBP) als Herausforderer ins Rennen um die Wahl des Vorstehers der Gemeinde Schaan geschickt. Er versuchte dabei den amtierenden Vorsteher Daniel Hilti (VU) abzulösen, konnte sich gegen diesen jedoch nicht durchsetzen. Vor seiner Kandidatur war er vier Jahre im Gemeinderat gewesen.
Frommelt ist verheiratet und hat zwei Töchter. Sein jüngerer Bruder Paul Frommelt war ebenfalls als Skirennfahrer aktiv. Sein Bruder Peter Frommelt nahm für Liechtenstein unter anderem an der Tischtennisweltmeisterschaft 1989 in Dortmund und der Tischtennisweltmeisterschaft 2006 in Bremen teil. Sein Vater war der Skilangläufer Christof Frommelt.
1976 wurde Willi Frommelt in Liechtenstein zum Sportler des Jahres gewählt. 2004 wurde ihm für seine sportlichen Leistungen das Goldene Lorbeerblatt der Fürstlichen Regierung verliehen.

## Erfolge
- Alpine Skiweltmeisterschaften 1974: Bronze in der Abfahrt
- Olympische Winterspiele 1976: Bronze im Slalom
- Alpine Skiweltmeisterschaften 1976: Bronze im Slalom, Silber in der Kombination*
- Alpine Skiweltmeisterschaften 1978: Bronze im Riesenslalom

* Die Alpinbewerbe der Olympischen Spiele zählten zugleich als Weltmeisterschaften; für den Kombinationsbewerb wurden 1976 keine Olympiamedaillen vergeben, sondern nur WM-Medaillen, und zwar nach einem Punktesystem aus den Ergebnissen der Abfahrt, des Riesenslaloms und des Slaloms